# لوران لوبيز
لوران لوبيز هو لاعب كرة قدم فرنسي في مركز الهجوم، ولد في 7 مارس 1997 في كوروا في فرنسا. لعب مع جيروندان بوردو.

## وصلات خارجية
- لوران لوبيز على موقع قاعدة بيانات كرة القدم.إي يو (الإنجليزية)
- لوران لوبيز على موقع ناشيونال فوتبول تيمز (الإنجليزية)
- لوران لوبيز على موقع Soccerway.com (الإنجليزية)